# Базак
Базак (фр. Bazac) насеље је и општина у западној Француској у региону Поату-Шарант, у департману Шарант која припада префектури Ангулем.
По подацима из 2011. године у општини је живело 159 становника, а густина насељености је износила 32,32 становника/km². Општина се простире на површини од 4,92 km². Налази се на средњој надморској висини од 75 метара (максималној 121 m, а минималној 25 m).

## Демографија
| 1962. | 1968. | 1975. | 1982. | 1990. | 1999. | 2011. |
| ----- | ----- | ----- | ----- | ----- | ----- | ----- |
| 237   | 260   | 233   | 158   | 159   | 150   | 159   |

График промене броја становника у току последњих година